# Che vuoi

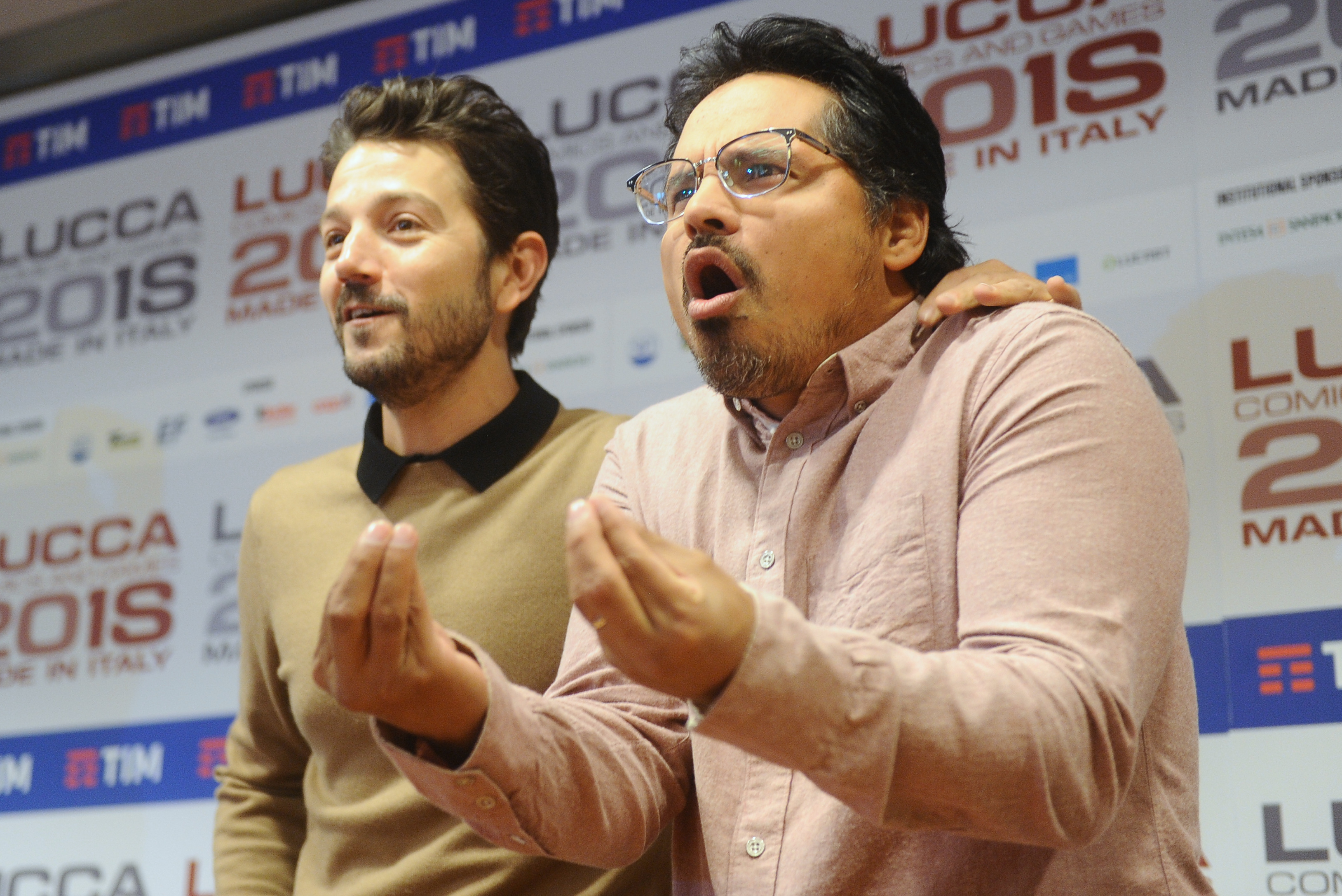
Michael Peña fait le geste Che vuoi au Lucca Comics and Games 2018

Che vuoi (en français « Qu'est-ce que tu veux ? ») est un des gestes de la main les plus connus en Italie.
Il est réalisé en unissant les extrémités de tous les doigts d'une main pour former un cône pointant vers le haut, la main étant alors déplacée de haut en bas soit du poignet soit de l'avant-bras. La main peut être immobile lors de l'exécution de ce geste de la main, ou peut également être secouée de haut en bas, si la personne veut exprimer son impatience.
En Italie, il est décrit comme « gesto della mano a borsa », geste de la main en sac ou « mano a tulipano », main en tulipe et s'accompagne de diverses expressions typique, « ma che vuoi?, ma che dici / ma che stai dicendo? » ou simplement « Che? ».

## Variante
Le geste est utilisé avec le même sens en Argentine. Plus de 60% de la population argentine est d'origine italienne.
En Israël, il sert à demander si quelqu'un est en colère, et dans le monde arabe, comme un appel au calme. En Inde, on l'utilise pour demander si quelqu'un a faim.[réf. nécessaire]
Une émoticône du geste est intégré à Unicode 13 en 2020 : 🤌 est codé U+1F90C.